# Ulomyia cognata
Ulomyia cognata är en tvåvingeart som först beskrevs av Eaton 1893.  Ulomyia cognata ingår i släktet Ulomyia och familjen fjärilsmyggor. Enligt den finländska rödlistan är arten sårbar i Finland. Artens livsmiljö är källmiljöer. Inga underarter finns listade i Catalogue of Life.